# أسرى الحرب (مسلسل)
أسرى الحرب هو مسلسل دراما إسرائيلي تم عرضه على القناة الثانية الإسرائيلية من مارس حتى مايو 2010 ثم تم تجديه لموسم ثاني وعرض في أكتوبر حتى ديسمبر 2012.

## وصلات خارجية
- أسرى الحرب (مسلسل) على موقع IMDb (الإنجليزية)
- أسرى الحرب (مسلسل) على موقع روتن توميتوز (الإنجليزية)
- أسرى الحرب (مسلسل) على موقع ليتربوكسد (الإنجليزية)
- أسرى الحرب (مسلسل) على موقع كينوبويسك (الروسية)
- أسرى الحرب (مسلسل) على موقع ألو سيني (الفرنسية)
- أسرى الحرب (مسلسل) على موقع قاعدة بيانات الفيلم (الإنجليزية)